# Diocèse de Verapaz
Le diocèse de Verapaz (en latin : Dioecesis Verae Pacis ; en espagnol : Diócesis de Verapaz) est un diocèse de l'Église catholique du Guatemala, suffragant de l'archidiocèse de Santiago de Guatemala.

## Territoire
Il est situé sur les départements d'Alta Verapaz et de Baja Verapaz avec un territoire d'une superficie de 11 810 km2 divisé en 37 paroisses. L'évêché est dans la ville de Cobán où se trouve la cathédrale Saint-Dominique.

## Histoire
Le premier diocèse de Verapaz est érigé le 27 juin 1561 par la bulle Super specula militantis ecclesiae du pape Pie IV en prenant sur le territoire du diocèse de Santiago du Guatemala (aujourd'hui archidiocèse), correspondant aux départements actuels d'Alta Verapaz et de Baja Verapaz ; Le siège épiscopal est placé dans la ville de Cobánet il est nommé suffragant de l'archidiocèse de Mexico.
Le dominicain Pedro Angulo devient le premier évêque mais il meurt peu après. Le diocèse est supprimé en 1603 par manque de population catholique et son territoire est rattaché au diocèse de Santiago de Guatemala.
Le vicariat apostolique de Verapaz et Petén est érigé le 27 juillet 1921 par la constitution apostolique Suprema du pape Pie XI en prenant sur le territoire de l'archidiocèse de Santiago de Guatemala.
Par la constitution apostolique Quoties in regionibus du 14 janvier 1935 du pape Pie XI, le vicariat apostolique est élevé au rang de diocèse et prend son nom actuel.
Le 10 mars 1951, il cède une portion de son territoire pour l'érection de l'administration apostolique d'El Petén (aujourd'hui vicariat apostolique d'El Petén).

## Évêques
- Pedro de Angulo, O.P (1561-1562) (évêque élu)
- Pedro de la Peña, O.P (1564-1565), nommé évêque de Quito
- Tomás de Cárdenas, O.P (1574-1578)
- Antonio de Hervias, O.P (1579-1587), nommé évêque de Carthagène des Indes
- Juan Fernández de Rosillo (1592-1603), nommé évêque de Michoacán
  - Sede vacante (1603-1608)
  - Siège supprimé (1608-1921)
  - Sede vacante (1921-1928)
- Luis Durou y Sure, C.M (1928-1935)
- José Luis Montenegro y Flores (1935-1945)
- Raimundo María Julián Manguán-Martín y Delgado, O.P (1945-1966)
- Juan José Gerardi Conedera (1967-1974), nommé évêque du diocèse de Quiché
- Gerardo Humberto Flores Reyes (1977-2001)
- Rodolfo Valenzuela Núñez (2001- )